# عوض الله أبو مشعاب
عوض الله السلمي أبو مشعاب (1936 - 21 أكتوبر 2014) شاعر محاورة سعودي، ولد بمركز حرة الشرع بمحافظة الكامل سنة 1355هـ

## مسيرته
أسمه عوض الله بن حميد الموسمي البقيلي السلمي ويُلقب بأبو مشعاب ، ويعود سبب تسميته بهذا اللقب لحمله الدائم لأداة المشعاب. بدأ عوض الله شعر المحاورة عام 1371هـ حيث أشتهر أسمه بمنطقة مكة المكرمة ثم ذاع صيته بدول الخليج المجاوره، أعتزل أبو مشعاب شعر المحاورة عام 1431هـ حيث أُقيم له حفل أعتزال كبير بمدينة جدة وحضر الحفل العديد من الشعراء وأعيان القبائل، ختم الشاعر عوض الله السلمي الحفل بمحاورة قد أجراها مع الشعراء الحاضرين قائلاً :
سامحونا يا رموز الشعر في نجد العذيه والحجاز ... حان ميعاد السفر ما عاد يبقى غير تأشير الجواز .. .موعد الرحلة قرب والله قرب يالله عليك الاعتناز ... ربي اغفر زلتي والطف بحالي وانت غفار الذنوب.

## وفاته
تعرض الشاعر عوض الله السلمي لأزمة صحية لفترة طويلة دخل خلالها مستشفى الحرس الوطني بجدة على فترات متعاقبة حتى وافاه الآجل بمنزله في مدينة مكة المكرمة عصر يوم الثلاثاء الموافق 27 ذو الحجة 1435هـ - 21 أكتوبر 2014م.